# آلسات

ماهواره آلسات

آلسات (فرانسوی: AlSat‎) ماهواره الجزائری با برنامه گسترده همکاری بین‌المللی است که دولت الجزایر آن را از سال ۲۰۰۰ به‌عنوان برنامه توسعه اکتشافات فضایی و ارسال سیاره‌ای از ماهواره‌ها که به‌طور خاص برای جستجوهای علمی و نظارت آب و هوایی و مانیتورینگ و اطلاع‌رسانی زمین‌لرزه‌ها و حوادث طبیعی طراحی شده‌است، راه‌اندازی کرد.

## آلسات ۱
آلسات ۱ ماهواره کوچکی است که وزن آن ۹۰ کیلوگرم و ابعاد آن۶۰×۶۰×۶۰ سانتی‌متر، و این اولین ماهواره الجزایری است که به فضا پرتاب می‌شود و طراحی و ساخت آن (SSTL) در مرکز جاری فضایی بریتانیا در چارچوب برنامه همکاری با مرکز ملی الجزایر برای تکنولوژیهای فضایی (CNTS) صورت گرفته‌است.

## تاریخچه
آلسات ۱ جزئی از دایره وسیع همکاری بین‌المللی برای پرتاب اولین سیاره از ماهواره‌های مشاهده زمین است که برای مانیتورینگ زمین طراحی شده‌است.

## ساخت
یک تیم مشترک‌ الجزایری و انگلیسی از مهندسی SSTL& CNTS در ۱۵ ماه با موفقیت ساخت و آزمایش آن را قبل از پرتاب بعهده داشتند که تیمهای مهندسی الجزایر را نیز در خلال آن آموزش دادند.

## پرتاب و قرار گرفتن در مدار
ماهواره آلسات ۱ در روز ۲۸ نوامبر ۲۰۰۲ از پایگاه (پلِستسک Plesetsk) روسیه پرتاب شد که هزینه ای بالغ بر ۱۵ میلیون دلار داشته‌است. این ماهواره اولین تصویربردار  اسلیم ۶ لاین را حمل می‌کرد. فرصت‌های تصویربرداری برای الجزایر یک روز در روز، دو یا سه روز از پنج روز است. در طول سه ماه اول عملیات، بیش از ۸۰ تصویر به زمین ارسال شد.